# FBK Atlas Blansko
FBK Atlas Blansko je florbalový klub sídlící v Blansku.
Klub byl založený v roce 2013 a navazuje na oddíl Atlas ČKD Blansko.
Mužský tým hraje od sezóny 2023/2024 Národní ligu mužů (třetí nejvyšší soutěž), do které postoupil v roce 2023. Největším úspěchem týmu je postup do semifinále v první sezóně v lize.
Tým Atlas ČKD Blansko hrál na této úrovni již v letech 2005 až 2010 a na jednu sezónu 2008/2009 postoupil až do 1. ligy (druhé nejvyšší soutěže).

## Mužský tým
| Sezóna                                                        | Úroveň | Soutěž       | Umístění | Poznámka                                                                                            |
| ------------------------------------------------------------- | ------ | ------------ | -------- | --------------------------------------------------------------------------------------------------- |
| 2005/2006                                                     | 3      | 3. liga      |          | [ 2 ]                                                                                               |
| 2006/2007                                                     | 3      | 2. liga      |          | [ 2 ]                                                                                               |
| 2007/2008                                                     | 3      | 2. liga      |          | Výhra v 1. kole play-up proti C.S.K.A. Hlásná Třebaň – Postup do vyšší ligy                         |
| 2008/2009                                                     | 2      | 1. liga      | 11.      | Prohra v 1. kole play-down proti FBC DDM Kadaň – Sestup do nižší ligy                               |
| 2009/2010                                                     | 3      | 2. liga      |          | Sestup do nižší ligy                                                                                |
| V sezónách 2010/2011 až 2022/2023 hrál tým regionální soutěže |        |              |          | |
| 2022/2023                                                     | 4      |              |          | Prohra v 2. kole play-up proti FBC Třinec – Výhra v baráži proti FBC Hranice – Postup do vyšší ligy |
| 2023/2024                                                     | 3      | Národní liga |          | Vypadnutí v semifinále play-off proti FBŠ SLAVIA Fat Pipe Plzeň                                     |
| 2024/2025                                                     | 3      | Národní liga |          | Výhra v baráži proti FBC Hranice                                                                    |